# Adventure Time: Hey Ice King! Why'd You Steal Our Garbage?!
Adventure Time: Hey Ice King! Why'd You Steal Our Garbage?! è un videogioco tratto dalla serie televisiva animata Adventure Time, pubblicato in Nord America il 20 novembre 2012.

## Trama
Re Ghiaccio ha rubato la spazzatura di tutti gli abitanti del Regno di Ooo per costruirsi una principessa tutta per lui. Compito di Finn e Jake, i due protagonisti, sarà impedirglielo.

## Modalità di gioco
Lo stile di gioco ricorda vagamente giochi come Zelda II: The Adventure of Link e i primi Final Fantasy, richiamando stilemi classici dei videogiochi di ruolo, come la visuale dall'alto nella fase esplorativa e quella laterale durante i combattimenti.

## Accoglienza
Il gioco ha ricevuto per la maggior parte critiche positive: Lucas M. Thomas di IGN ha dato al gioco un punteggio di 8,5. Su Metacritic il gioco ha raggiunto un punteggio pari a 72%.